# 內恰伊夫卡 (赫梅利尼茨基州)
50°3′48″N 26°59′4″E / 50.06333°N 26.98444°E
內恰伊夫卡（烏克蘭語：Нечаївка），是烏克蘭西部的村莊，隸屬赫梅利尼茨基州的舍佩蒂夫卡區。該村面積0.76平方公里，海拔高度274米，2001年人口104，人口密度每平方公里137.8人。